# Grand Prix de triathlon 1999
Navigation
Grand Prix de triathlon 1998 Grand Prix de triathlon 2000
Le Grand Prix de triathlon 1999 est composée de cinq courses organisées par la Fédération française de triathlon (FFTRI). Chaque course est disputée au format sprint soit 750 m de natation, 20 km de cyclisme et 5 km de course à pied. Cette année là, il est aussi appelé Grand Prix Aréna.  

## Calendrier
| Étapes   | Date                 | Villes    |
| -------- | -------------------- | --------- |
| 1° étape | samedi 8 mai 1999    | Rennes    |
| 2° étape | dimanche 30 mai 1999 | Ancône    |
| 3° étape |                      | Dunkerque |
| 4° étape |                      | Paris     |
| 5° étape |                      | La Baule  |

## Clubs engagés

### Hommes
- E.C. Sartrouville Triathlon
- Poissy Tri Duathon Club
- Tricastin TC
- ASPTT Mulhouse Triathlon
- Bourges Triathlon
- Racing Club de France
- Les Sables Vendée Tri

### Femmes
- Tricastin TC
- Beauvais Triathlon
- Racing Club de France
- Mulhouse Olympique Tri
- Montpellier Agglo Tri

## Classement général final
| Position | Hommes                      | Hommes | Femmes                 | Femmes |
| Position | Équipes                     | Points | Équipes                | Points |
| -------- | --------------------------- | ------ | ---------------------- | ------ |
|          | Poissy triathlon            |        | Tricastin TC           |        |
|          | E.C. Sartrouville Triathlon |        | Beauvais Triathlon     |        |
|          | Tricastin TC                |        | Montpellier Agglo Tri  |        |
| 4e       | ASPTT Mulhouse Triathlon    |        | Racing Club de France  |        |
| 5e       | Bourges Triathlon           |        | Mulhouse Olympique Tri |        |
| 6e       |                             |        |                        |        |
| 7e       |                             |        |                        |        |
| 8e       |                             |        |                        |        |
| 9e       |                             |        |                        |        |
| 10e      |                             |        |                        |        |
| 11e      |                             |        |                        |        |
| 12e      |                             |        |                        |        |
| 13e      |                             |        |                        |        |
| 14e      |                             |        |                        |        |
| 15e      |                             |        |                        |        |
| 16e      |                             |        |                        |        |

## Résultats individuels
| Hommes        | Rennes | Ancône | Dunkerque | Paris | La Baule |
| ------------- | ------ | ------ | --------- | ----- | -------- |
| Jan Řehula    | 1er    | 3e     |           |       | 3e       |
| Craig Watson  | 2e     | 2e     |           |       |          |
| Paul Amey     | 3e     | 1er    |           |       |          |
| Matthew Reed  |        |        | 1er       |       |          |
| John C. Lee   |        |        | 2e        |       |          |
| Jason Metters |        |        | 3e        |       |          |

| Femmes                                  | Rennes | Ancône | Dunkerque | Paris | La Baule |
| --------------------------------------- | ------ | ------ | --------- | ----- | -------- |
| Isabelle Mouthon                        | 1er    | 3e     |           |       |          |
| Béatrice Mouthon                        | 2e     | 1er    |           |       |          |
| Cornélia Bourgadel (Beauvais Triathlon) | 3e     |        |           |       |          |
| Kim Carter                              |        | 2e     |           |       |          |